# Władysław Dobrowolski
Władysław Dobrowolski (født 2. januar 1896 i Będzin, død 25. februar 1969 i Warszawa) var en polsk idrætsmand, der deltog i tre olympiske lege i mellemkrigstiden.

## Idrætskarriere
Dobrowolski dyrkede både atletik og fægtning på eliteplan. Således deltog han i atletik ved OL 1924 i Paris, hvor han stillede op i 100 m løbet, men han kom ikke videre end til indledende heat. Han var også tilmeldt i stafetten, men det polske hold stillede ikke til start. Han i alt elleve polske mesterskaber i atletik.
Som 35-årig begyndte han for alvor at dyrke fægtning, og allerede året efter var han med til OL 1932 i Los Angeles som fægter, hvor han var den del af det polske sabelhold. I denne konkurrence deltog blot seks hold, og Polen gik let videre fra sin indledende pulje og var dermed direkte i finalen. Her blev det til klare nederlag til guldvinderne fra Ungarn og sølvvinderne fra Italien, men bronzen blev genvundet efter uafgjort mod USA (men med flest træffere i den indbyrdes kamp). Det polske hold bestod foruden Dobrowolski af Tadeusz Friedrich, Władysław Segda, Adam Papée, Marian Suski og Leszek Lubicz-Nycz.
Han var også med på det polske hold ved de uofficielle verdensmesterskaber i fægtning i 1934, hvor Polen vandt bronze i sabel for hold. Derpå var han med ved OL 1936 i Berlin, hvor han var med på sabelholdet, der her blev nummer fire, samt individuelt, hvor han nåede kvartfinalen.

## Øvrige karriere
Dobrowolski var aktiv i den polske uafhængighedsbevægelse under den polsk-sovjetiske krig 1919-1921, og efter denne tog han eksamen i idræt på en officersskole. 
I september 1939 deltog i polske forsvar mod den tyske besættelse under anden verdenskrig. Som officer blev han efter krigen sportsinstruktør og træner. I 1957 blev han den første præsident i det polske kælkningsforbund, og han skrev en række bøger om sportsemner.